# Perizonium

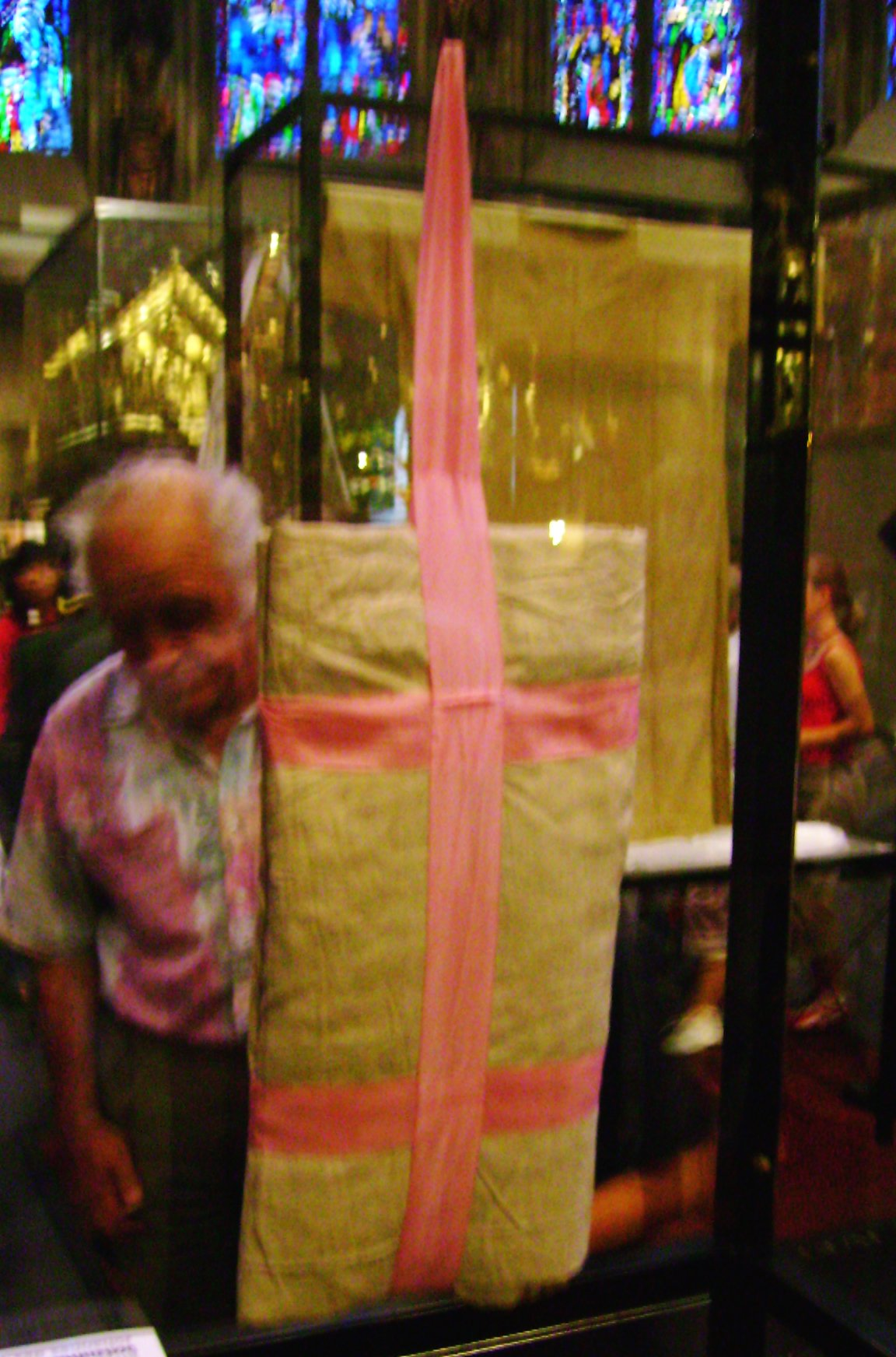
Het tonen van het perizonium in de dom van Aken

Het perizonium [peʁizɔnjɔm]  (van het Griekse: περίζωμα, rondom de lenden), is een lendendoek uit de oudheid. De oudste vermeldingen klimmen op tot de Minoïsche beschaving op het eiland Kreta.
Tevens wordt de naam Heilige lendendoek of lendendoek van de zuiverheid aangewend als men de lendendoek aanduidt die Jezus van Nazareth, volgens de meeste afbeeldingen, droeg op het kruis om zijn naaktheid te verhullen.

## Historiciteit van het perizonium tijdens de kruisiging

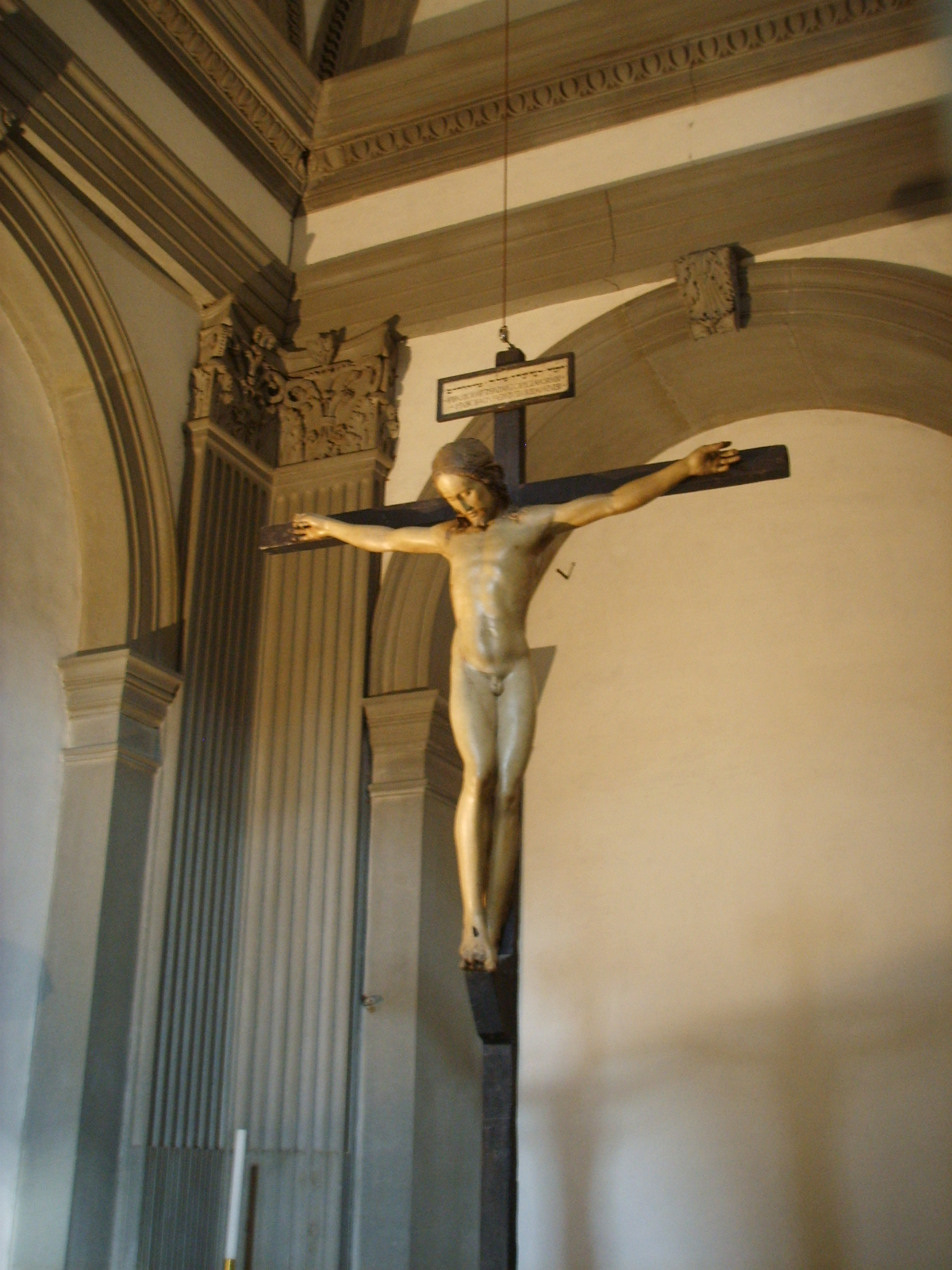
Met zijn Crucifix de Santo Spirito is Michelangelo een van de weinige kunstenaars die Jezus naakt op het kruis afbeelden.

Het is waarschijnlijk dat bij de kruisiging de Romeinse soldaten het bovenkleed, de michrasim, ontnomen hebben. Minder waarschijnlijk echter is het dat ze de veroordeelde nadien een lendendoek hebben gegeven om de Joodse schaamtebeleving te respecteren. De totale vernedering was immers een onderdeel van de Romeinse strafuitvoering, net als de geseling, die ook volledig naakt ondergaan moest worden.
Het apocriefe evangelie van Nikodemus (4e eeuw) verhaalt dit attribuut: “Jezus verliet het pretorium vergezeld van twee veroordeelden. Wanneer ze ter plaatse waren, ontnam men hen de kledij, deed men hen een doek om en plaatse men een doornenkroon op het hoofd”.
De afbeelding van het perizonium door kunstenaars kan men niet voor de 8e eeuw vaststellen.

## Relikwie
Volgens het legendarische verhaal van de terugkeer van Jeruzalem van  Karel de Grote, bekend als de Descriptio wordt verhaald dat de koning van Konstantinopel hem de relikwien van de Passie aanbood (de lijkwade, een nagel, een stuk kruishout van het ware kruis, de heilige lans en het perizonium) en andere belangrijke relikwieën (haar van Jezus, het hemd van Maria). Het relikwie van de perizonium wordt tot vandaag nog steeds bewaard in de Dom van Aken, de overige zijn in 876 door Karel de Kale overgebracht naar de koninklijke abdij van Sint-Denis (nabij Parijs) en de kerk Saint-Corneille de Compiègne.

## Iconografie
De vorm van het perizonium is belangrijk om een afbeelding van de Christus te dateren en laat tevens toe bepaalde ideeën van zijn figuur te symboliseren (lengte, lendenbreedte,...). In de oudste afbeeldingen draagt Jezus dikwijls een colobium (een lange tuniek), zeldzamer een subligaculum (een bedekking van het geslachtsdeel die slechts bestaat uit een smalle band stof), terwijl de Romeinen normaal naakt kruisigden. In de loop van de Middeleeuwen was er twist aangezien het evangelie volgens Johannes stelde dat de Romeinse soldaten de tuniek van Christus (Joh. 19:23-24) onder elkaar verdeelden. Vanaf dat moment laten kunstenaars steeds minder een colobium zien, maar wel een perizonium, die op verschillende wijzen kan gedrapeerd zijn. Tegen het einde van de 13e eeuw schildert Giotto een transparant perizonium dat Jezus zonder zijn geslachtsdelen toont, refererend aan Augustinus, die ontkende dat Jezus Christus een potentia generandi (seksuele daadkracht) had. In de 14e eeuw komt het witte en zedige perizonium terug.

## Afbeelding in de kunst
In de christelijke iconografie is het perizonium niet steeds te zien, het is slechts beperkt tot de scène van de kruisiging en de graflegging (zie Piëta).

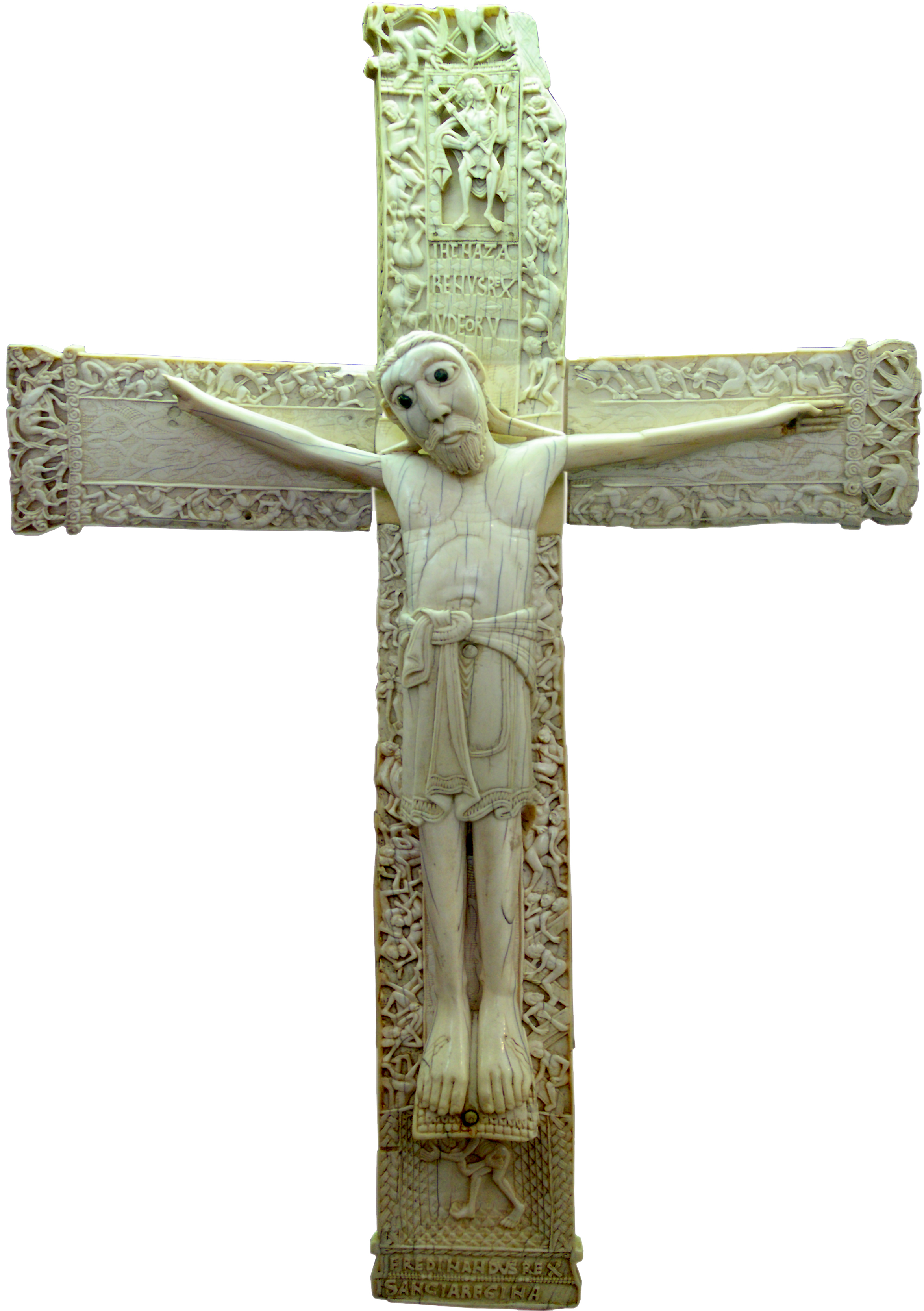
Crucifix de don Fernando et doña Sancha (omstreeks 1063), nationaal archeologisch museum van Madrid. De Christus draag er een perizonium die vastgegespt is en de benen bedekt tot op de knie.
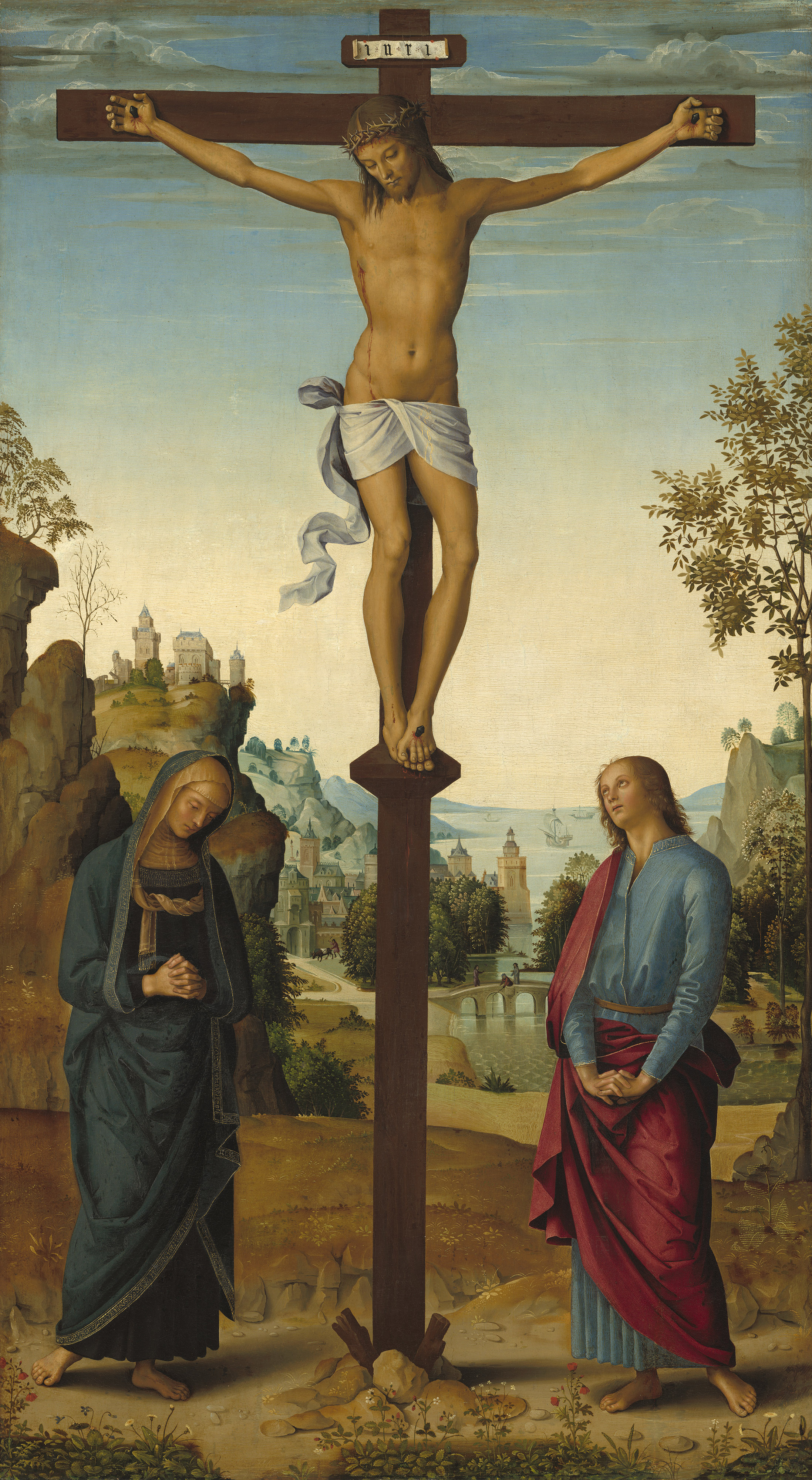
Pérugin, Kruisiging (omstreeks 1482), Washington, National Gallery of Art.
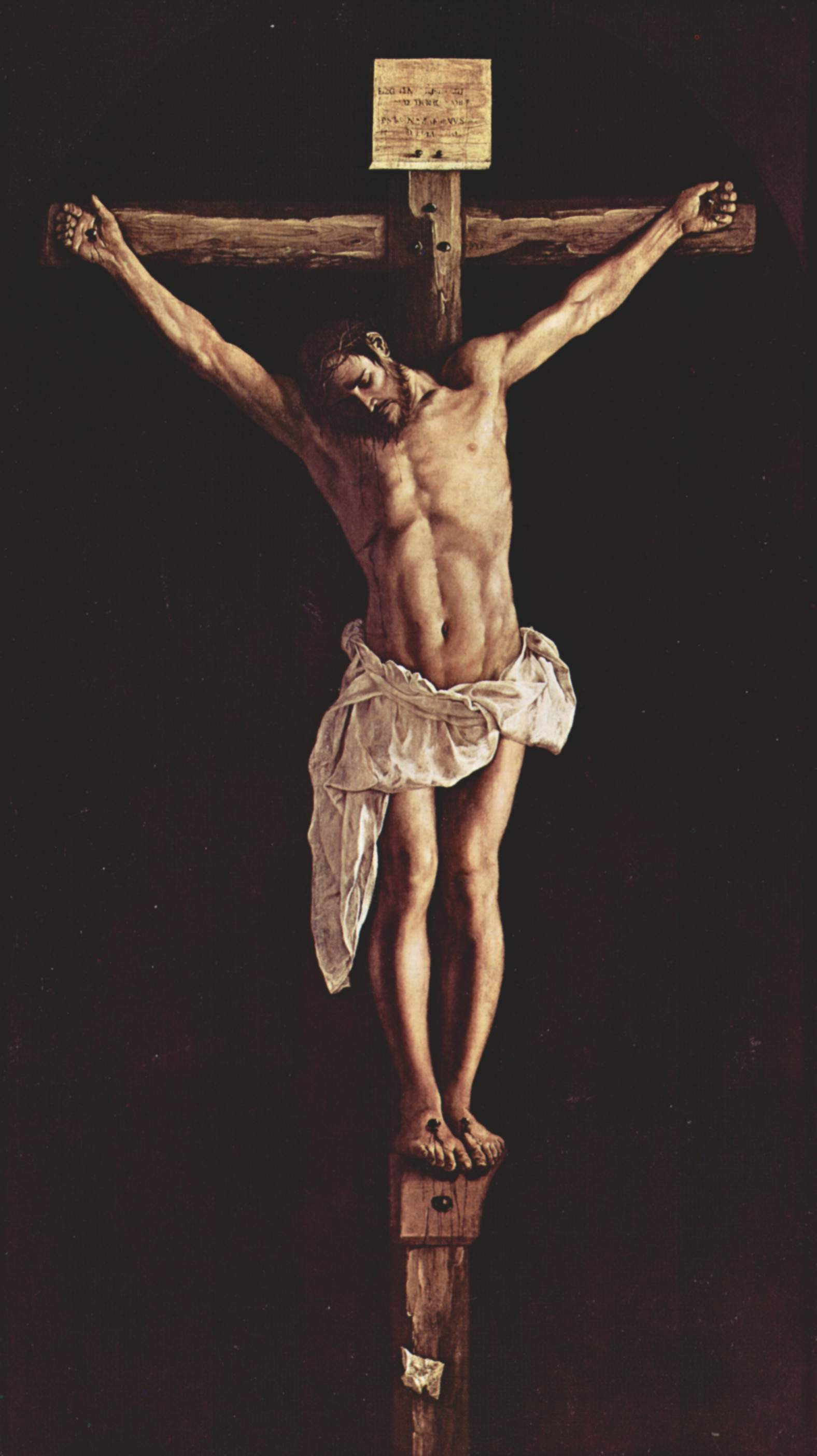
Francisco de Zurbarán, Crucifixion (1627), Arts Institute Chicago.
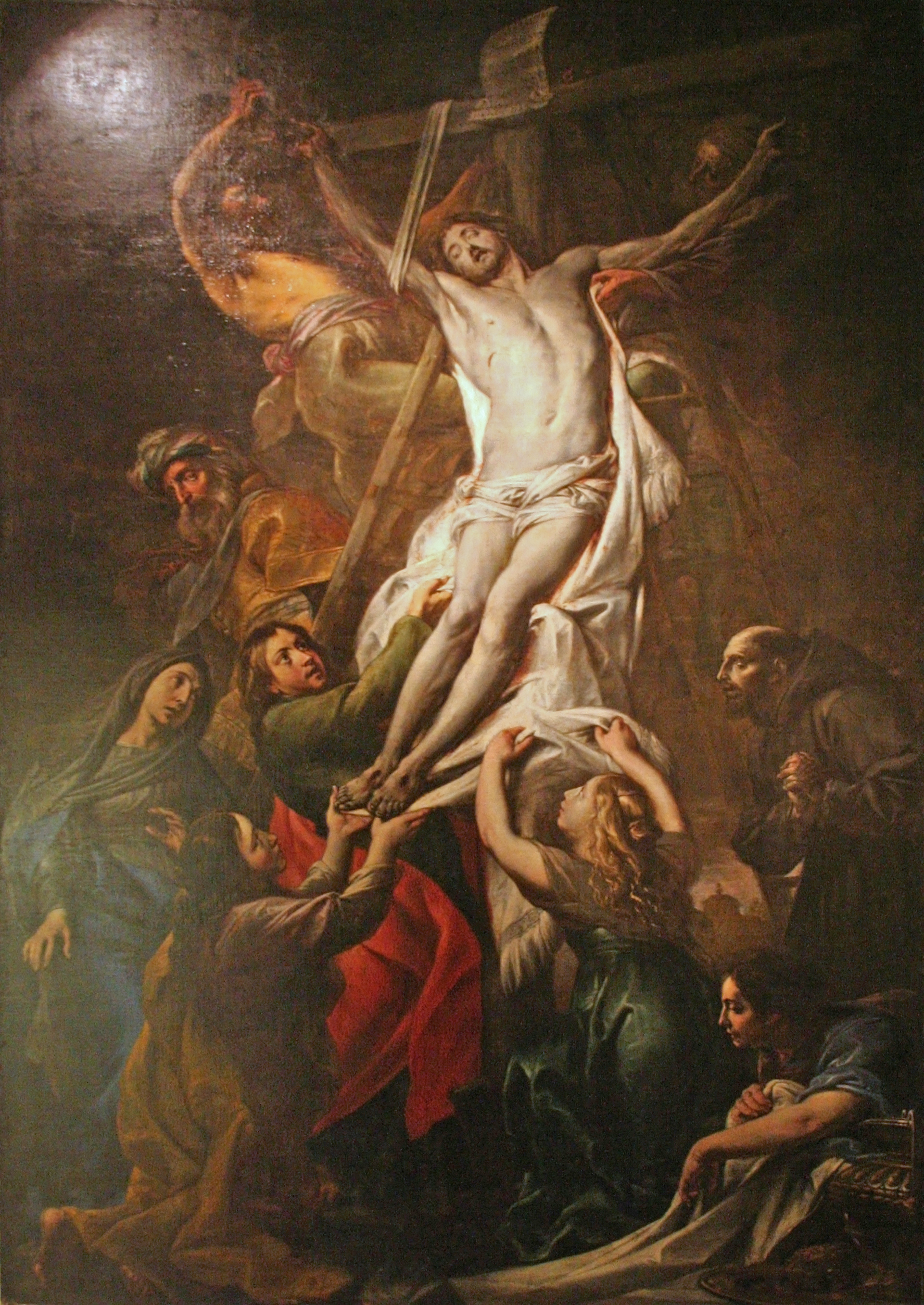
Cornelis Schut, Graflegging (omstreeks 1630), Luik, Grand Curtius.
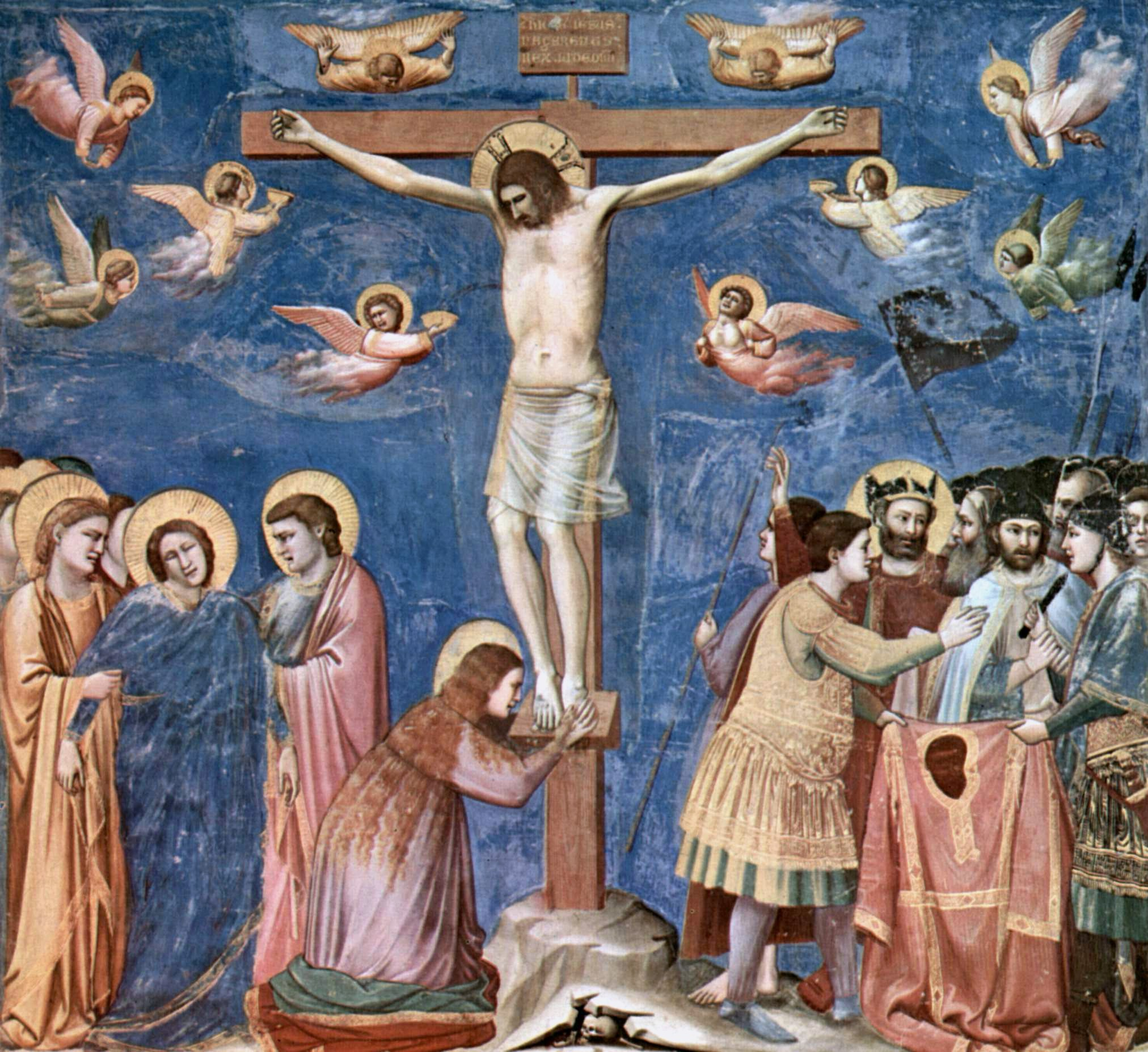
Giotto, Kruisiging (omstreeks 1300), Padua, Arena kerk.